# Tito Novaro
Augusto Novaro Vega (Ciudad de México, 1 de agosto de 1918-ibídem, 14 de abril de 1986), más conocido como Tito Novaro, fue un reconocido director, actor, guionista y argumentista mexicano.

## Biografía
Se inició en la industria cinematográfica como extra en El calvario de una esposa (Dir. Juan Orol, 1936) y Malditas sean las mujeres (Dir. Juan Bustillo Oro, 1936). Pronto aumentaron su intervenciones fílmicas y alternó con importantes figuras de la época, como: Mario Moreno Cantinflas en El circo (Dir. Miguel M. Delgado, 1942); con María Félix en La China poblana (Dir. Fernando A. Palacios, 1943); con Dolores del Río y Pedro Armendáriz en Flor silvestre (Dir. Emilio "Indio" Fernández, 1943), entre otros.
De su participación como actor destacan otras cintas como: Santa (Dir. Norman Foster, 1943); María Magdalena: pecadora de Magdala (Dir. Miguel Contreras Torres, 1945); El ceniciento (Dir. Gilberto Martínez Solares, 1951); ¡¡¡Mátenme porque me muero!!! (Dir. Ismael Rodríguez, 1951); ¿Por qué peca la mujer? (Dir. René Cardona, 1951); Los hijos de María Morales (Dir. Fernando de Fuentes, 1952); Mis tres viudas alegres (Dir. Fernando Cortés, 1953); Abajo el telón (Dir. Miguel M. Delgado, 1954); La entrega (Dir. Julián Soler, 1954); El teatro del crimen (Dir. Fernando Cortés, 1956); Me gustan los valentones (Dir. Julián Soler, 1958); Chucho el Roto (Dir. Manuel Muñoz, 1959); La sombra del caudillo (Dir. Julio Bracho, 1960); El hijo de Gabino Barrera (Dir. René Cardona, 1964); La chamuscada (Dir. Alberto Mariscal, 1967) y Departamento de soltero (Dir. René Cardona, 1969), entre otras.
De su labor como director cabe mencionar: El robo de las momias de Guanajuato (1972); El hijo de Alma Grande (1974); Soy chicano y mexicano (1974); La hija de nadie (1976) y Tres contra el destino (1978). 
En 1968 realizó su primer trabajo como argumentista en la película Trampas de amor (Dir. Tito Novaro / Manuel Michel / Jorge Fons, 1968), a la que siguieron Ni Chana ni Juana (Dir. María Elena Velasco, 1984) y El último disparo / El gatillero (Dir. Tito Novaro, 1985).
Musicalizó varias películas: Pacto diabólico (Dir. Jaime Salvador, 1967); ¡Qué familia tan cotorra! (Dir. Fernando Cortés, 1971) y El robo de las momias de Guanajuato (Dir. Augusto Tito Novaro, 1972).

## Filmografía
- La caravana de la muerte (1985)
- El sonámbulo (1974)
- Tu camino y el mío (1973)
- El juez de la soga (1973)
- Jesus, nuestro Señor (1971)
- Cruces sobre el yermo (1967)
- Los astronautas (1964)
- El siete de copas (1960)
- El dolor de pagar la renta (1960)
- Dos locos en escena (1960)
- La cucaracha (1959)
- Magdalena (1955)
- Abajo el telón (1955)
- Maleficio (1954)
- Las cariñosas (1953)
- Las tres alegres comadres (1952)
- El mártir del calvario (1952)
- Amor perdido (1951)
- Victimas del pecado (1951)
- Los olvidados (1950)